# L'antidoto
L'antidoto (o Tre veleni rimesta, avrai l'antidoto) è una commedia di Vittorio Alfieri. 
Si tratta di una commedia di satira politica, che con un'allegoria intende rappresentare in modo favorevole la monarchia parlamentare costituzionale.

## Trama
La scena è in una delle isole Orcadi, abitata, verso il X secolo, da un popolo rozzo e povero, ma giusto, magnanimo e non corrotto. Pigliatutto, pescatore che ha inventato la rete, si è fatto con questa scoperta il primo dell'isola ed ha abbattuto l'autorità dei Pigliapoco, i quali erano pescatori di lenza ed inventori di essa. La moltitudine dei Guastatutto, che pigliava un tempo i pesci colle mani e non viveva quindi troppo lautamente, ora che per mezzo della rete di Pigliatutto ha pesce finché ne vuole, favorisce e rispetta il felice inventore, che invece è odiato ed insidiato dai Pigliapoco. Costoro ben sanno che se Pigliatutto non avrà eredi, la rete cadrà in loro mani e con la rete l'agognato potere; quindi pensano al modo di impedire che Piglianchella, moglie di Pigliatutto, prossima al parto, possa sgravarsi. Coll'aiuto di Pigliarello, mago dell'isola, alcune fra le donne dei Pigliapoco fanno un potente incantesimo, in forza del quale Piglianchella non può partorire.
Già la sventurata regina è sul punto di perdere la vita insieme al nascituro, e i Pigliapoco si rallegrano del prospero successo delle loro insidie, quando, condotto dal caso o dalla volontà del cielo, approda all'isola un mago arabo, discepolo di Zoroastro. Costui svela a Pigliatutto i perfidi raggiri dei Pigliapoco, che furono però soltanto strumento del fato. Essi, anche se lo volessero, non potrebbero più sciogliere la strana malìa che hanno ordita: ciò dipende ora da Pigliatutto, al quale la moglie non può dar altro erede che un mostro o rimanere in eterno pregnante. Il mostro però potrà assumere nascendo tre forme: o perfettissimo di mente, ma senza gambe; o colle gambe, ma privo di mani e con tre teste; o senza testa addirittura. Sta a Pigliatutto lo scegliere fra i tre quello che più gli conviene. Il pover'uomo non ne vorrebbe alcuno; ma la scelta è imposta dal destino e bisogna rassegnarsi, però ogni volta che tenta una scelta il mago gli fa balenare terribile conseguenze. Il povero Pigliatutto non sa più a che santo votarsi e sospende la terribile scelta. 
Ma il male di Piglianchella si aggrava e bisogna decidersi. Visto che nessuno fra i suoi parenti e consiglieri sa dargli un buon suggerimento, il mago propone a Pigliatutto di consultare i morti. Pigliatutto acconsente, ed il mago con terribili scongiuri evoca una prima ombra, quella del persiano Dario, il quale, forte dell'esperienza propria, vuol spingere Pigliatutto a scegliere il mostro senza testa. Ma i ragionamenti di Dario non persuadono Pigliatutto che, evocato Caio Gracco, chiede a costui un consiglio; il romano lo esorta (senza successo, però) a rassegnarsi al Senzagambe. Terza ed ultima ombra, appare Demostene che eccita il re a scegliere il Treteste. Le ombre incidono la lor sentenza in tre marmi; ma Pigliatutto non sa, non vuole, non può decidersi. Allora, in mezzo ad una terribile commozione della natura, il mago opera uno strano prodigio; i massi si stritolano, le ombre scompaiono, la malìa dei Pigliapoco si spezza e Piglianchella si sgrava.
Lo spaventoso cataclisma ha sgomentato tutti gli isolani, i quali, abbandonate le case crollanti, si rifugiano sulla riva del mare. Ad accrescere il loro terrore si sparge la voce che il mostro è nato: allora, obliati i vecchi rancori, nobili e plebei si riaccostano, decidono di sbarazzarsi tosto del mostro e di Pigliatutto, di impadronirsi della rete. E già, prima di averla presa, se ne contrastano il possesso e tutta per sé la vogliono i Pigliapoco come i Guastatutto; il disordine è al colmo. Ad un tratto appaiono sulla scena alcuni che narrano quanto è veramente accaduto. Piglianchella non ha partorito un mostro, ma una fanciulla bellissima, subito cresciuta così da sembrar una giovane ventenne. Ed essa viene sulla spiaggia, accompagnata dal padre e dal mago, e coll'incanto della sua bellezza portentosa conquide tutti i cuori. Parla e promette di fare il popolo felice, ottimo, giusto, in una parola, libero: bene ha fatto il padre a non voler scegliere tra i mostri, poiché così è nata lei, come Antidoto ai vizi degli altri.
I Guastatutto, come sprovvisti e poveri, avranno l'uso della rete, ma il fabbricarla, rattopparla e custodirla spetterà soltanto ai Pigliapoco, arbitro supremo e solo di essa rimanendo però Pigliatutto e i figli dei suoi figli. Tutti acconsentono in tali patti e li giurano; alla neonata si chiede poi sotto qual nome voglia esser onorata, ed essa risponde: